# 1015
| 1015               |
| ------------------ |
| Dødsfald - Fødsler |
|                    |

| Gregoriansk kalender | 1015 MXV                |
| Ab urbe condita      | 1768                    |
| Armensk kalender     | 464 ԹՎ ՆԿԴ              |
| Kinesiske kalender   | 3711 – 3712 甲寅 – 乙卯 |
| Etiopisk kalender    | 1007 – 1008             |
| Jødisk kalender      | 4775 – 4776             |
| Hindukalendere       |                         |
| - Vikram Samvat      | 1070 – 1071             |
| - Shaka Samvat       | 937 – 938               |
| - Kali Yuga          | 4116 – 4117             |
| Iransk kalender      | 393 – 394               |
| Islamisk kalender    | 405 – 406               |

Konge i Danmark: Harald 2. 1014-1018
Se også 1015 (tal)